# Пані Чжужун
Пані Чжужун (спрощ.: 祝融夫人; кит. трад.: 祝融夫人; піньїнь: zhùróng fūrén, чжулун фужень; ? — ?) — легендарна жінка-воїн, персонаж китайського середньовічного «Роману трьох держав», дружина вана південних варварів Мен Хоу. Нащадок даоського бога вогню Чжужуна. Була запальною і мала лютий чоловічний характер. Вправно володіла технікою метання ножів. Після неодноразових поразок чоловіка у війні з Чжуге Ляном, китайським полководцем династії Шу, очолила війська для боротьби з ворогом. Під час бою потрапила в пастку через свій запал. Була обміняна на китайських заручників на прохання чоловіка. Згодом разом із Мен Хоу присягнула на вірність династії Шу.
На честь Чжужун названий пік, висотою 1300 м, в провінції Хунань, КНР. Образ Чжужун використовується на святі небута в Північній Японії.